# مجموعه شاه عباس کهلی
مجموعه شاه عباس کهلی مربوط به دوران‌های تاریخی پس از اسلام است و در شهرستان بناب، روستای شور گل و فیماسخان واقع شده و این اثر در تاریخ ۲۴ اسفند ۱۳۸۳ با شمارهٔ ثبت ۱۱۶۷۹ به‌عنوان یکی از آثار ملی ایران به ثبت رسیده است.